# Dendrosenecio
Poggea is een geslacht uit de composietenfamilie (Asteraceae). De soorten uit het geslacht komen voor in de oostelijke delen van Centraal-Afrika.

## Soorten
- Dendrosenecio adnivalis (Stapf) E.B.Knox
- Dendrosenecio battiscombei (R.E.Fr. & T.C.E.Fr.) E.B.Knox
- Dendrosenecio brassica (R.E.Fr. & T.C.E.Fr.) B.Nord.
- Dendrosenecio brassiciformis (R.E.Fr. & T.C.E.Fr.) Mabb.
- Dendrosenecio cheranganiensis (Cotton & Blakelock) E.B.Knox
- Dendrosenecio elgonensis (T.C.E.Fr.) E.B.Knox
- Dendrosenecio erici-rosenii (R.E.Fr. & T.C.E.Fr.) E.B.Knox
- Dendrosenecio johnstonii (H.H.Johnst.) B.Nord.
- Dendrosenecio keniensis (Baker f.) Mabb.
- Dendrosenecio keniodendron (R.E.Fr. & T.C.E.Fr.) B.Nord.
- Dendrosenecio kilimanjari (Mildbr.) E.B.Knox
- Dendrosenecio meruensis (Cotton & Blakelock) E.B.Knox